# Киевская городская государственная администрация
Киевская городская государственная администрация (укр. Київська міська державна адміністрація) — орган исполнительной власти в столице Украины городе Киеве.

## Сферы деятельности
Киевская городская государственная администрация обеспечивает:
- исполнение Конституции и законов Украины, актов Президента Украины, Кабинета Министров Украины, других органов исполнительной власти;
- законность и правопорядок; соблюдение прав и свобод граждан;
- выполнение государственных и региональных программ социально-экономического и культурного развития, программ охраны окружающей среды, а в местах компактного проживания коренных народов и национальных меньшинств также программ их национально-культурного развития;
- подготовку и исполнение соответствующих областных и районных бюджетов;
- отчет об исполнении соответствующих бюджетов и программ;
- взаимодействие с органами местного самоуправления;
- реализацию других предоставленных государством, а также делегированных соответствующими советами полномочий.

## Структура
Структура Киевской городской государственной администрации включает следующие департаменты:
- Департамент строительства и жилищного обеспечения
- Департамент экономики и инвестиций
- Департамент жилищно-коммунальной инфраструктуры
- Департамент земельных ресурсов
- Департамент коммунальной собственности г. Киева
- Департамент культуры
- Департамент градостроительства и архитектуры
- Департамент городского благоустройства и сохранения природной среды
- Управление контроля за благоустройством
- Управление экологии и охраны природных ресурсов
- Управление по вопросам чрезвычайных ситуаций
- Департамент образования и науки, молодежи и спорта
- Департамент здравоохранения
- Департамент промышленности и развития предпринимательства
- Управление регуляторной политики и предпринимательства
- Управление торговли и быта
- Управление промышленности и инновационной политики
- Департамент социальной политики
- Департамент общественных коммуникаций
- Управление по вопросам внутренней политики и связей с общественностью
- Управление по вопросам рекламы
- Управление прессы и информации
- Департамент транспортной инфраструктуры
- Департамент финансов

## История
После установления на Украине советской власти органы местного самоуправления были ликвидированы и заменены ревкомитетами. Вся полнота власти в городе Киеве принадлежала Киевскому губревкому КП(б)У, который в апреле в 1921 года провёл первые выборы в Киевский городской Совет рабочих и красноармейских депутатов.
В 1932 году была создана Киевская область и Киев стал областным центром. В январе 1934 года принято постановление о переносе столицы Украинской ССР из Харькова в Киев. 24 июня 1934 года в Киев переехали все центральные партийные и государственные органы Украинской ССР.
С принятием 5 декабря 1936 «сталинской» Конституции СССР все советы получили статус органов государственной власти, однако фактическое управление на местах осуществляли местные партийные органы под руководством центральных органов КП(б)У и ВКП(б).
Во времена Великой Отечественной войны город Киев с 19 сентября 1941 по 6 ноября 1943 года был оккупирован войсками нацистской Германии. Вся полнота военной и административной власти принадлежала немецким военным комендантам. Оккупационный режим ввел определённые элементы самоуправления, в частности действовала гражданская Киевская городская управа во главе с председателем городской управы (бургомистром).
После войны местная власть в Киеве фактически принадлежала Киевскому городскому комитету КП(б)У, по рекомендации которого назначались руководители на все управленческие и хозяйственные должности в городе. Первые послевоенные выборы в Киевский городской совет депутатов состоялись в декабре 1947 года. Кандидатуры на должности председателей Киевского городского совета и Киевского горисполкома согласовали на Политбюро ЦК КПУ, а голосование депутатов на сессиях Киевсовета носило формальный характер.
Принятая 7 октября 1977 года «брежневская» Конституция СССР усилила политическую и государственную власть правящей коммунистической партии.
С провозглашением независимости Украины (24 августа 1991 года) и принятием Конституции Украины (28 июня 1996) местное самоуправление получило конституционный статус. Закон Украины «О местном самоуправлении в Украине» определил систему и гарантии местного самоуправления, основы организации и деятельности, правовой статус и ответственность органов и должностных лиц местного самоуправления.
Ратификация (15 июля 1997 года) Верховной Радой Европейской хартии местного самоуправления заложила законодательный фундамент для становления и развития местного самоуправления в Украине в соответствии с Европейской хартией и Конституции Украины.
Закон «О столице Украины — городе-герое Киеве» (от 15.01.1999 № 401-XIV) вместе с другими законами, предоставил гражданам города право непосредственно избирать Киевского городского голову и депутатов Киевского городского совета.
Органом исполнительной власти города Киева в 1990—1992, 1994—1995 годах был исполнительный комитет Киевского городского совета, который избирался Киевсоветом.
В 1992—1994 годах полномочия исполнительного органа города осуществлял Представитель Президента Украины в городе Киеве, который одновременно был и главой Киевской городской государственной администрации. Представитель Президента имел статус юридического лица, гербовую печать и осуществлял свои полномочия единолично.
С 1995 года органом исполнительной власти города является Киевская городская государственная администрация, которая с 1999 года параллельно выполняет функции исполнительного органа Киевского городского совета.
В связи с широкомасштабным вторжением России 24 февраля 2022 года президент Украины создал также военные администрации в каждом административно-территориальном образовании высшего уровня.

## Здание
Киевская городская государственная администрация расположена в Киеве по ул. Крещатик, 36. Десятиэтажное здание построено «Киевпроектом», арх. А. Малиновский, в 1957 году. Интерьеры и мебель были разработаны архитектором И. Каракис. Строительство длилось шесть лет (1952—1957). Первые три этажа облицованы красным гранитом, а остальные керамикой. (В изначальном проектом варианте это было ступенчатое 22-этажное здание со шпилем.)
1 декабря 2013 года захвачено сторонниками евроинтеграции, 16 февраля 2014 года в здании был совершен погром, 19 февраля разместился госпиталь, а к марту 2014 года здание не использовалось по назначению.
В декабре 2014 года в здании Киевской городской администрации был окончен ремонт, и 25 декабря депутаты провели первую сессию в обновленном зале заседаний.
В 2017 году все подразделения КГГА и Киевсовета планировали разместить в одном здании, а освободившиеся помещения сдать в аренду. Это должно сократить расходы на содержание зданий, пополнить столичную казну, а также оптимизировать работу городской власти.

## Председатели КГГА
Должности главы Киевской городской администрации и городского головы (мэра) объединены согласно постановлению Конституционного суда Украины, хотя по закону пост градоначальника является выборным, а главу администрации назначает президент.
- Иван Салий (1992—1993)
- Иван Данькевич (1993)
- Леонид Косаковский (1993—1996)
- Александр Омельченко (1996—2006)
- Леонид Черновецкий (2006—2010)
- Александр Попов (2010—2013)
- Анатолий Голубченко (2013—2014)
- Владимир Макеенко (январь-март 2014)
- Владимир Бондаренко (март-июнь 2014)
- Виталий Кличко (с 25 июня 2014)